# Bougy-Villars
Bougy-Villars – miejscowość i gmina (commune) w zachodniej Szwajcarii, w kantonie Vaud, w okręgu (district) Morges.

## Położenie
Leży u podnóży Jury, na stoku łagodnie opadającym w stronę Jeziora Genewskiego, w sercu regionu winiarskiego La Côte. Od 1798 roku w okręgu Aubonne.

## Historia
W 996 r. miejscowość była wzmiankowana jako villa Balgedelco. Od 1285 r. do końca wieku XIX nosiła nazwę Bougy-Milon. W 1764 r. liczyła 151 mieszkańców, w 1850 r. 304, w 1900 r. 271, w 1950 r. 264, a w 2000 r. 370 mieszkańców.
Stok, który schodzi w stronę Le Molard, aż do rzymskiej drogi Vy d'Etraz, między Mont-sur-Rolle i Féchy, był nazywany Balgels lub Bougels i od dawna stanowił obszar uprawy winorośli.
W 996 roku zespół winnic Bougel został przekazany opactwu Romainmôtier. Kolejne donacje nastąpiły w latach 1032, 1052 i 1118. Biskup Genewy, Arducius de Faucigny, odstąpił w XII wieku część Bougy wraz z jego winnicami klasztorowi Bonmont. W okresie berneńskim (po 1536 r.) Bougy stanowiło część baliwatu Morges i podlegało kasztelanom z nieistniejącego dziś zamku Mont-le-Vieux (na terenie Essertines-sur-Rolle), a później seniorom Rolle et Mont-le-Vieux.
Bougy-Villars jest związane z parafią w Perroy; okresowo (1837-1846; 1863-1868) należało do parafii w Aubonne. W górnej części miejscowości, przy drodze na górę Signal-de-Bougy (707 m n.p.m.) znajduje się kościół z XIX w., przebudowany z dawnej serowarni, do której dobudowano wieżę. Został on poważnie zagrożony osuwiskami na przełomie XIX i XX wieku. Obawiając się najgorszego, gmina zbudowała nowy kościół położony dalej na wschodzie, przy drodze do Aubonne, przypominający wyglądem świątynie z Ticino. Wspaniale położony ponad winoroślami, przykuwa uwagę bielą swoich ścian.

## Gospodarka
W gminie do dziś istotne miejsce zajmuje uprawa winorośli (Féchy). Znajdują się tu dwie znane winnice: Château Villars-de-Riencourt i Château de Bougy-Saint-Martin.
Na terenie gminy, na górze Signal-de-Bougy istniał hotel Hôtel du Signal, zbudowany w 1902 roku. Został on zburzony, aby zrobić miejsce dla dużego publicznego parku Pré-Vert, zainaugurowanego w 1971 roku. Większość tego rozległego obiektu rekreacyjnego należy do szwajcarskiej spółdzielni Migros. Od 1998 r. istnieje pole golfowe, a od 2006 r. park linowy.